# Време, живот
„Време, живот“ (на македонска литературна норма: „Време, живот“) е филм от Република Македония от 1999 година, на режисьора Иван Митевски по сценарий на Русомир Богдановски. Филмът е адаптация на телевизионния сериал от 1986 година „Трета доба“.
Главните роли се изпълняват от Душко Костовски, Кирил Кьортошев, Любка Арсова-Джундева, Ненад Стояновски и други.

## Сюжет
Филмът разказва за живота на възрастните хора в градската среда на Скопие, за любовта в т.нар. „трета доба“ на живота, представен с тънка хумористична нишка. Главните герои на филма са хората, които работят върху филм – актьори, филмови техници и режисьори и действието се развива по време на заснемането на филм.